# Althammer (Saigerhütte Grünthal)

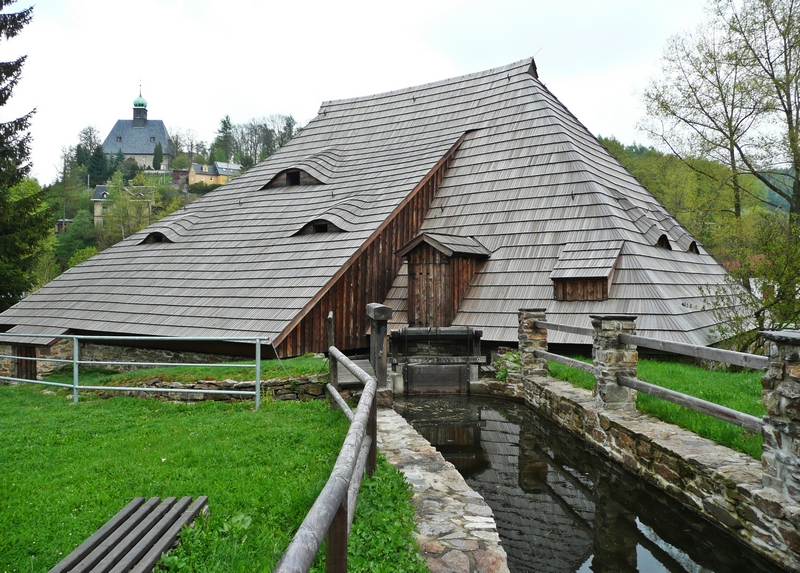
Der Althammer mit Aufschlagwassergraben

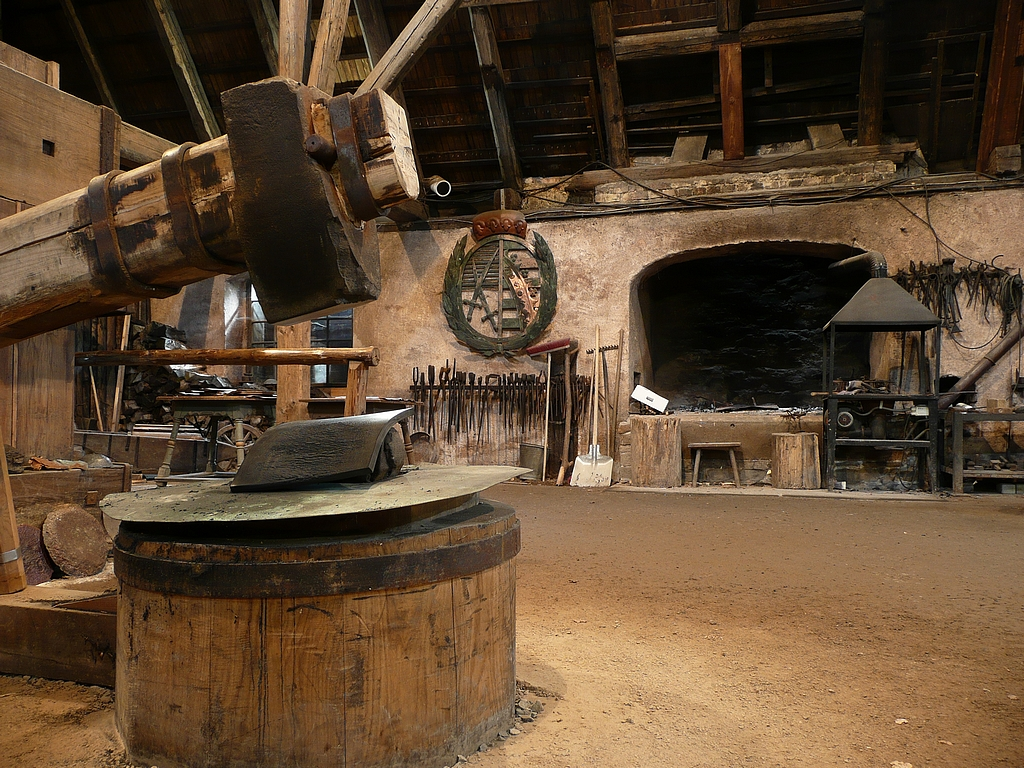
Breithammer und Schmiedefeuer

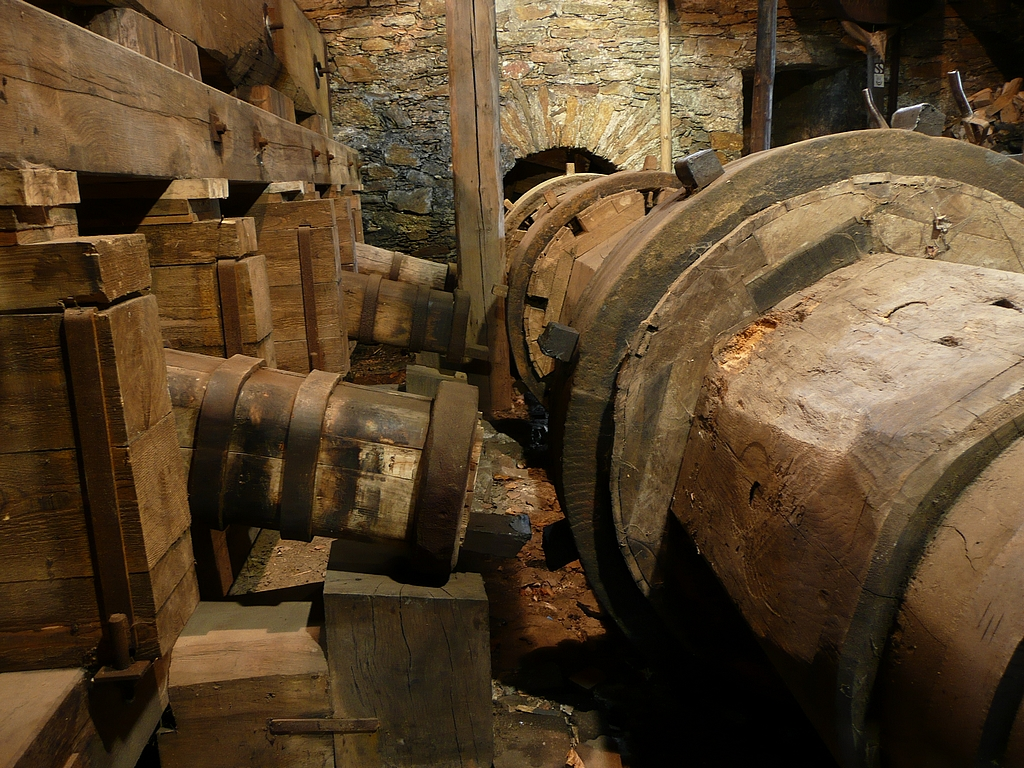
Blick auf die wasserradgetriebene Nockenwelle als Antrieb für die Schwanzhämmer

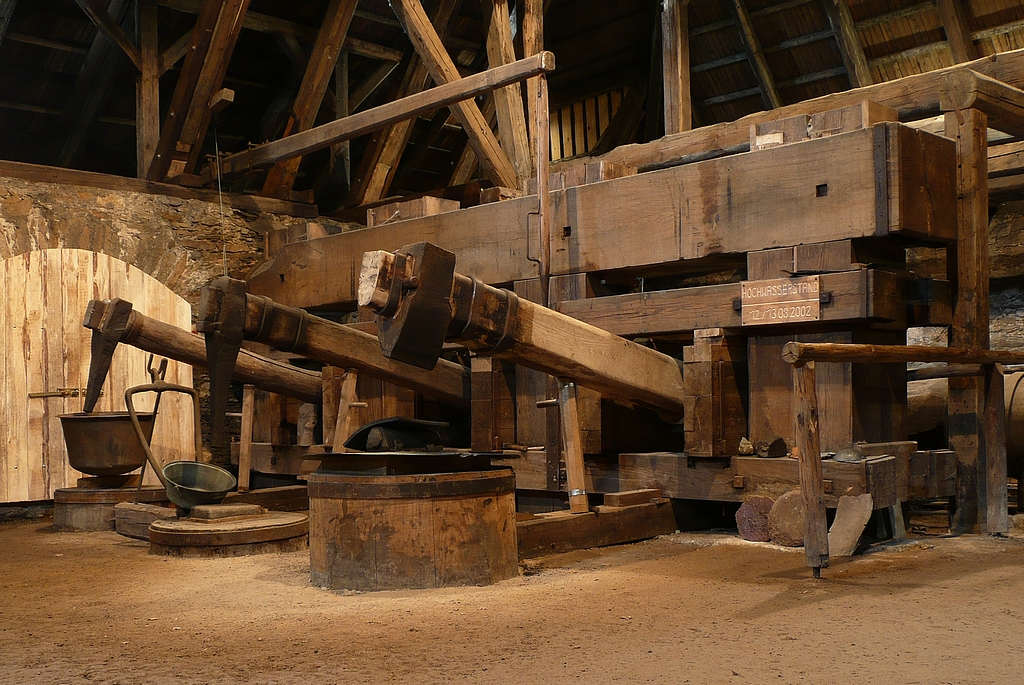
Hammergerüst mit zwei Tiefhämmern und einem Breithammer (von links)

Der Althammer ist ein historisches Hammerwerk im Hüttenkomplex der Saigerhütte Grünthal in Olbernhau im sächsischen Erzgebirge. Der Hammer ist ein bedeutender Sachzeuge der protoindustriellen Entwicklung im Erzgebirge.
Von den ehemals zahlreichen sächsischen Hammerwerken blieben neben dem Althammer nur der Frohnauer Hammer, der Eisenhammer Dorfchemnitz, und das Freibergsdorfer Hammerwerk funktionsfähig erhalten.

## Geschichte

### Produktionsstätte
Der Althammer datiert aus den Anfängen der Saigerhütte von 1537. In ihm wurde hauptsächlich Garkupfer zu Blechen gehämmert, aber auch Kochutensilien wie Schalen, Kessel und Pfannen wurden hergestellt.
In der Kipper- und Wipperzeit wurde 1621 die Münzstätte Grünthal als Filiale der Münzstätte Dresden eingerichtet. Nach Rückkehr zur Reichsmünzordnung ließ Kurfürst Johann Georg I. die Münze 1623 schließen. Von 1752 bis 1755 wurde die Kapazität des Hammerwerkes erneut für die Münzprägung genutzt. In diesem Zeitraum prägte die Münze Kupfermünzen für das Königreich Polen. Von 1804 bis zur endgültigen Schließung des Münzbetriebes im Jahr 1825 erfolgte hier die gesamte Kupferausmünzung für Sachsen.
Am 3. und 4. Juni und danach am 22., 23. und 28. Juni 1771 trafen schwerwiegende Hochwasserereignisse das Hüttengelände, nachdem die Anlagen bereits in den Jahren 1723, 1748 und 1750 in Mitleidenschaft gezogen worden waren. Die Flüsse Flöha und Natzschung traten nach mehrtägigem Regen über die Ufer und überfluteten das Hammerwerk mannshoch.
Im Jahr 1914 wurde die Produktion endgültig eingestellt.

### Museum
Nach einem schweren Hochwasser am 3./4. Januar 1932 lag der Althammer wüst. Bis 1935 waren von der F. A. Lange Metallwerke AG Aue Mauern und Dach wieder instand gesetzt worden, eine Instandsetzung des Inneren unterblieb jedoch. Man wollte zwecks Erhaltung als technisches Denkmal das Objekt der Stadt Olbernhau übergeben, die jedoch dafür wenig Interesse zeigte. Am 24. September 1935 gründete sich der Hammerbund e. V., der den Erhaltungsgedanken weiterverfolgte. Ferner sollte seinerzeit der gesamte zwischen Natzschung und Bahnstrecke liegende Komplex „Industriemuseum“ werden. Das Ansinnen wurde jedoch nicht umgesetzt, 1937 löste sich auch der Hammerbund wieder auf.
Im Zeitraum 1958–1961 ließ der Eigentümer, der VEB Blechwalzwerk Olbernhau, den Althammer zum Technischen Museum sanieren. Allerdings empfand die Leitung des VEB Unterhaltung und Betrieb zu Beginn der 1960er Jahre zunehmend als wirtschaftliche Belastung. Deshalb zog sich der Betrieb 1964 völlig aus der Unterhaltung zurück. Der Rat des Kreises Marienberg übernahm die Rechtsträgerschaft.
Nach der politischen Wende erwarb die Stadt Olbernhau 1991 das geschichtsträchtige Territorium südlich der Grünthaler Straße aus dem Grundbesitz des 1990 stillgelegten Blechwalzwerkes. Zudem erwarb man bedeutungsvolle Bauten, darunter den Althammer. In der Folgezeit wurde bis zum 15. März 1993 der originalgetreue Zustand der Einbauten wiederhergestellt. Ein Hochwasser setzte das Gebäude am 12./13. August 2002 kurzzeitig unter Wasser, eine Tafel am Hammergerüst dokumentiert den Höchststand (siehe Bild). Die Schäden am und im Gebäude sowie am Grabensystem konnten umgehend behoben werden.
Der Althammer ist Teil des „Museums Saigerhütte Olbernhau“ und kann regelmäßig in Schauvorführungen besichtigt werden.

## Ausrüstung/Technik
Der Antrieb der 3 Schwanzhämmer erfolgt über eine Welle, die ein mittelschlächtiges Wasserrad mit einem Durchmesser von 2,7 Metern und einer Breite von 1,5 Metern antreibt. Über einen Mechanismus wird aus dem Inneren des Gebäudes der Schütz im Gerinne gezogen und Wasser stürzt auf die 28 Schaufeln des Wasserrades und setzt es in Bewegung. Die 11 Meter lange Eichenholzwelle hat einen Durchmesser von 1 Meter und wiegt etwa 8 Tonnen. Die auf der Welle angebrachten Nockenringe haben jeweils 10 Nocken. Die Hammersteile sind jeweils 4 Meter lang. Die beiden Tiefhämmer messen jeweils 150 Kilogramm, der Breithammer 300 Kilogramm. Je nach Öffnung des Schütz kann die Geschwindigkeit des Hämmerns beeinflusst werden.
Das zweite oberschlächtige Wasserrad misst 2,5 Meter im Durchmesser und 1 Meter in der Breite und treibt über ein hölzernes Gestänge das Holzkastengebläse an. Der Luftstrom gelangt über ein Rohr zum Schmiedefeuer.
Ursprünglich befanden sich Schmelz- und Auswärmfeuer an der Seitenwand zum Wassergraben, der heutige kleine Anbau auf der gegenüberliegenden Seite entstand erst später.